# زمین‌لرزه فوریه ۲۰۰۴ اندونزی
زمین‌لرزه اندونزی  در تاریخ ۵ فوریه ۲۰۰۴ میلادی، برابر با ‎۱۶ بهمن ۱۳۸۲، ساعت ۲۱:۰۵:۰۲ به زمان یوتی‌سی در اندونزی رخ داد. ژرفای این زلزله ۲۳ کیلومتر بود، و بزرگی آن ۷ در مقیاس Mw اعلام شده‌است. زمین‌لرزه به وقت محلی در روز جمعه، ساعت ۶ روی داده و منطقه زمانی آن یوتی‌سی +۹ بوده‌است .
سازمان زمین‌شناسی آمریکا نیز رومرکز این زمین‌لرزه را در مختصات ۳°۳۶′۵۴″جنوبی ۱۳۵°۳۲′۱۷″شرقی / ۳٫۶۱۵°جنوبی ۱۳۵٫۵۳۸°شرقی و ژرفای آنرا در ۱۶ کیلومتر گزارش کرده‌است. بزرگی برگزیدهٔ این سازمان از میان بزرگیهای محاسبه‌شدهٔ مختلف ۷ در مقیاس Mw بوده و از دید اثر، در میان چهار دسته‌بندی «نامحسوس»، «محسوس»، «زیان‌آور» یا «با تلفات»، زلزله را «با تلفات» اعلام کرده‌است.
پروژهٔ «تنسور گشتاور مرکزوار» زاویه‌های (راستا، شیب، ریک) گسل سازندهٔ زمین‌لرزه و صفحه عمود بر آنرا (°۴۴، °۴۳، °۱۰-) یا (°۱۴۲، °۸۳، °۱۳۲-) و نوع گسل را «امتدادلغز» فرارسانده‌است.
شمار کشتگان زلزله حدود ۳۷ نفر بوده‌است.تعداد زخمیان ۶۸۲ نفر برآورده شده‌است.